# Железнодорожный музей Тобу
Железнодорожный музей Тобу (яп. 東武博物館, とうぶはくぶつかん То:бу хакубуцукан) — расположенный в Токио (специальный район Сумида) музей частной железнодорожной компании Tobu Railway. Помимо коллекции железнодорожного подвижного состава, в число экспонатов музея входят трамвай, автобус и даже гондола канатной дороги.
Музей впервые открылся в мае 1989 года. С января по июнь 2009 года музей был закрыт на реконструкцию. Музей открылся после реконструкции 22 июля 2009 года.

## Коллекция[1]
- Паровоз № 5, тип B1, 1898 год постройки. Первый паровоз компании Tobu
- Электропоезд № 5, тип DeHa 1, 1924 год постройки
- Электровоз № 101, тип ED101, 1928 год постройки. Первый электровоз компании Tobu
- Электровоз тип ED5015, 1959 год постройки
- Трамвай из Никко № 203, 1954 год постройки, использовался в Никко до закрытия трамвайной системы в 1968 году
- Дизель-поезд серия 1720, 1960 год постройки
- Автобус, 1951 год постройки
- Электропоезд № 5701, модель 5700, 1951 год постройки
- Открытый грузовой вагон тип Toki Model 1
- Моторная тележка электровоза DeHa № 103, 1925 года постройки
- Гондола канатной дороги Акетидаира в Никко, 1950 год постройки
- Передняя часть головного вагона электропоезда № 5703 серии 5700, 1953 год постройки
- Электропоезд № 8111 серии 8000, 1963/1972 год постройки (составлен из вагонов двух разных годов постройки). Этот электропоезд поддерживается в рабочем состоянии и используется для ретро-поездок

Кроме натурных образцов железнодорожной техники, в музее также имеется коллекция железнодорожных моделей и железнодорожные симуляторы.

## Расположение
- Адрес - 4-28-16 Higashi-mukōjima, Sumida-ku, Tokyo
- Музей расположен в непосредственной близости от станции Хигаси-Мукодзима (линия Исэсаки) компании Tobu Railway

## Галерея

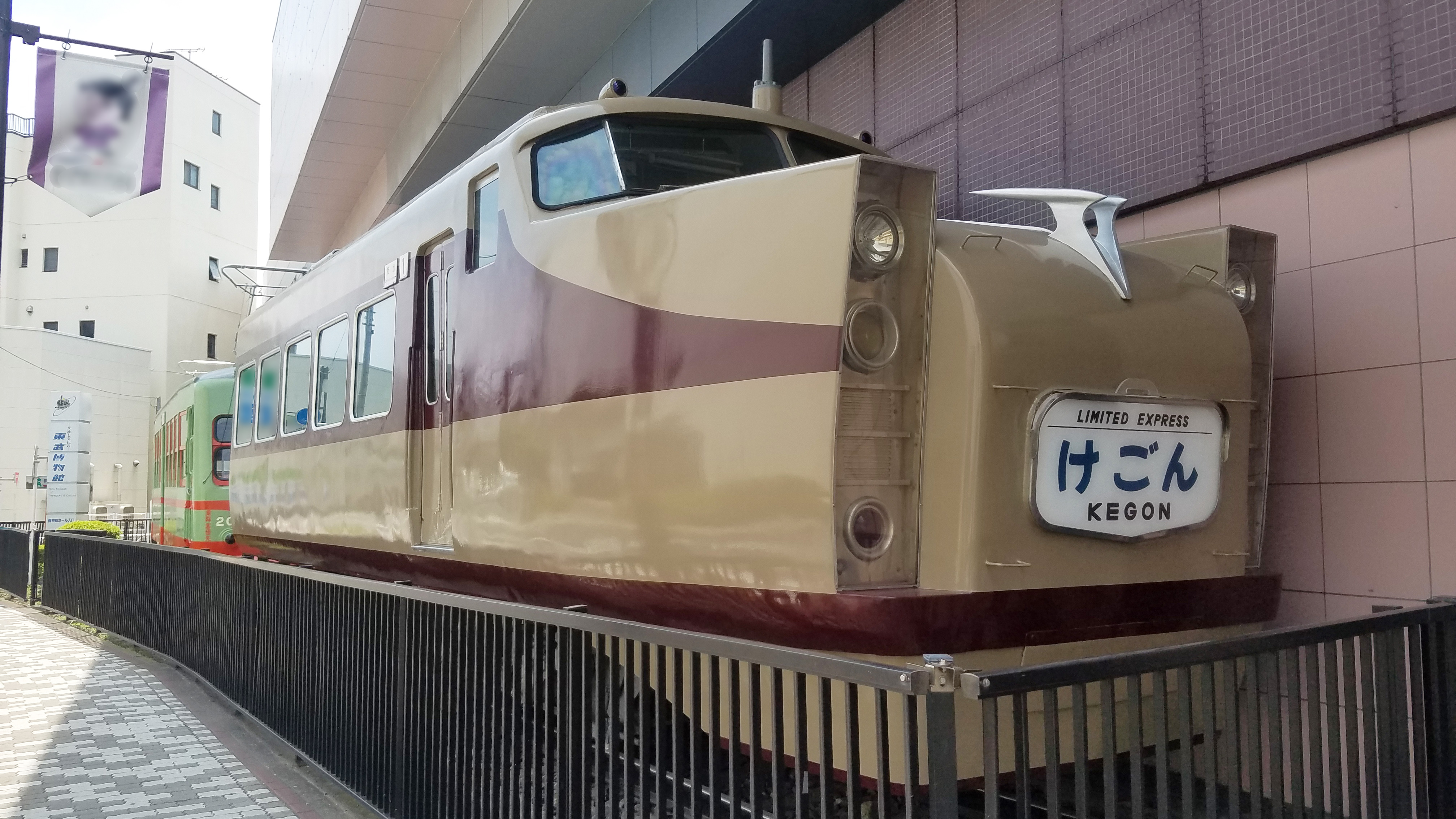
Дизель-поезд серия 1720
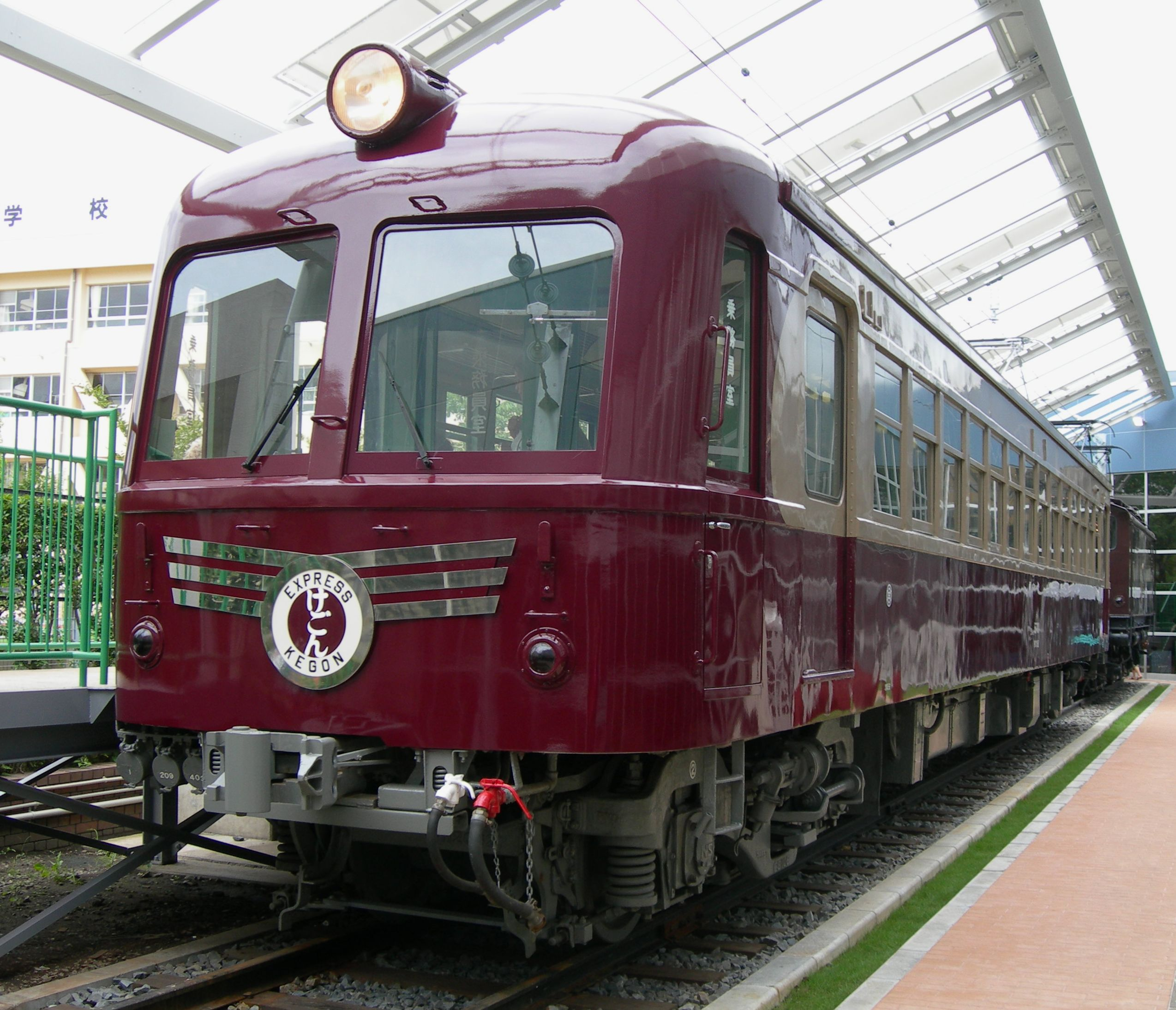
Электропоезд № 5701
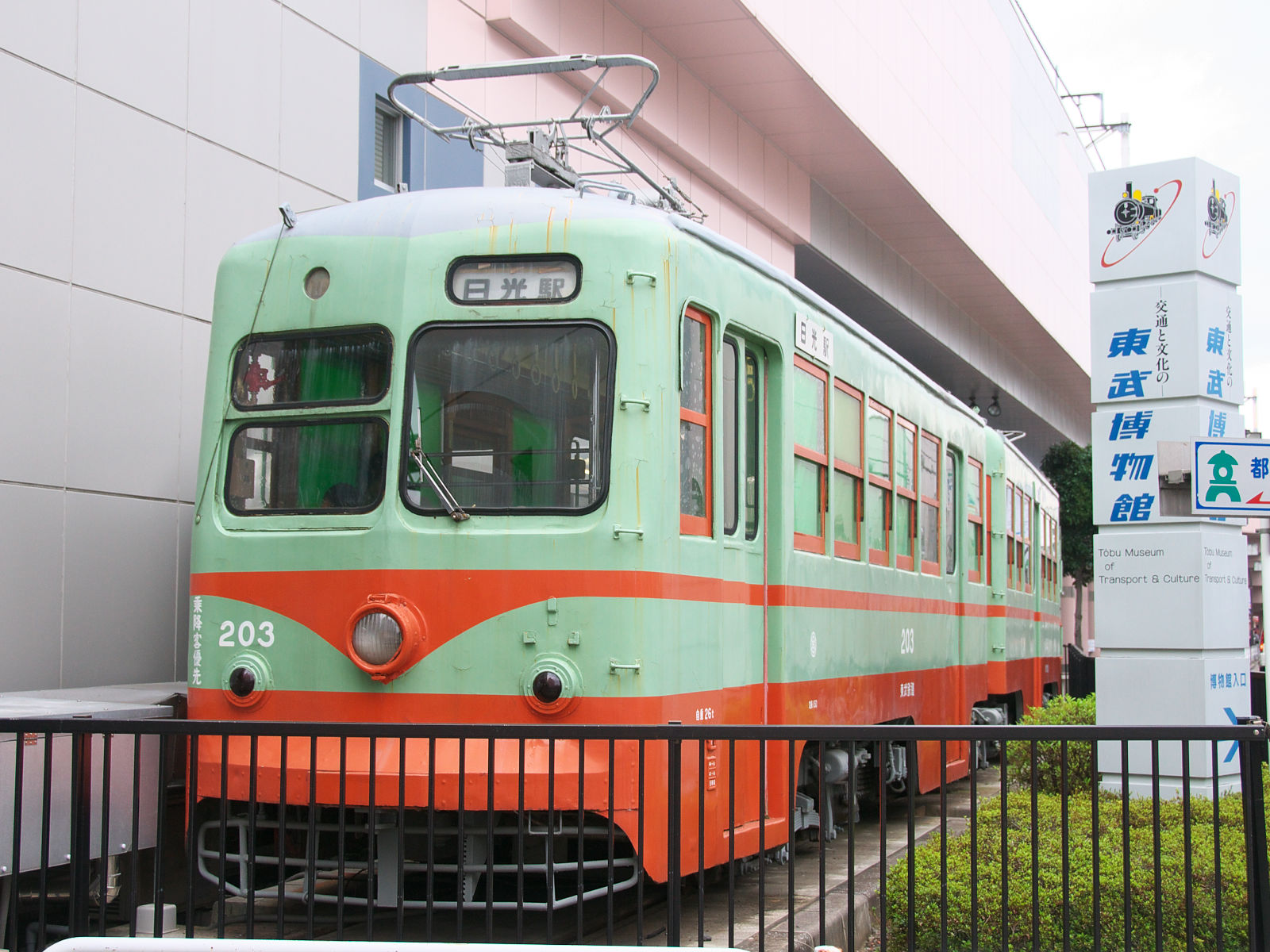
Трамвай №203 из Никко